# Teller
Teller (född Raymond Joseph Teller), född 14 februari 1948 i Philadelphia, Pennsylvania, är en amerikansk programledare och illusionist som tillsammans med Penn Jillette bildar duon Penn & Teller. Teller är den tyste, kortare och något äldre i duon, och får ofta spela rollen av "offer" i de trolleritricks som utförs.

## Filmografi
- 1989 - Penn & Teller Get Killed
- 2000 - The Fantasticks
- 2000 - Fantasia 2000
- 2005 - The Aristocrats
- 2015 – Sharknado 3: Oh Hell No!